# Isoperla rivulorum
Isoperla rivulorum és una espècie d'insecte plecòpter pertanyent a la família dels perlòdids.

## Hàbitat
En el seu estadi immadur és aquàtic i viu a l'aigua dolça, mentre que com a adult és terrestre i volador.

## Distribució geogràfica
Es troba a Europa: Àustria, Croàcia, Txèquia, Eslovàquia, l'Estat espanyol, França, Alemanya, Itàlia, Polònia, Romania, Eslovènia, Suïssa i Ucraïna.